# Xian de Gaolan
Le xian de Gaolan (皋兰县 ; pinyin : Gāolán Xiàn) est un district administratif de la province du Gansu en Chine. Il est placé sous la juridiction de la ville-préfecture de Lanzhou.

## Démographie
La population du district était de 170 151 habitants en 1999.

## Transport
Ce district sera desservi par le métro de Lanzhou.